# Pterocaulon
Pterocaulon es un género de plantas fanerógamas perteneciente a la familia de las asteráceas. Comprende 46 especies descritas y de estas, solo 22 aceptadas.

## Taxonomía
El género fue descrito por Stephen Elliott y publicado en A Sketch of the Botany of South-Carolina and Georgia 2(4): 323–324. 1824[1823]. La especie tipo es Pterocaulon pycnostachyum (Michx.) Elliott	

## Especies aceptadas
A continuación se brinda un listado de las especies del género Pterocaulon aceptadas hasta julio de 2012, ordenadas alfabéticamente. Para cada una se indica el nombre binomial seguido del autor, abreviado según las convenciones y usos.
- Pterocaulon alopecuroides (Lam.) DC.
- Pterocaulon angustifolium DC.
- Pterocaulon balansae Chodat
- Pterocaulon cordobense Kuntze
- Pterocaulon globuliflorus W.Fitzg.
- Pterocaulon interruptum DC.
- Pterocaulon lanatum Kuntze
- Pterocaulon lorentzii Malme
- Pterocaulon niveum Cabrera & Ragonese
- Pterocaulon polypterum (DC.) Cabrera
- Pterocaulon polystachyum DC.
- Pterocaulon pompilianum Standl. & L.O.Williams
- Pterocaulon purpurascens Malme
- Pterocaulon pycnostachyum (Michx.) Elliott
- Pterocaulon redolens (G.Forst. ex Willd.) Benth. ex Fern.-Vill.
- Pterocaulon rugosum (Vahl) Malme
- Pterocaulon serrulatum (Montrouz.) Guillaumin
- Pterocaulon sphacelatum (Labill.) F.Muell.
- Pterocaulon sphaeranthoides (DC.) F.Muell.
- Pterocaulon spicatum (Cass.) DC.
- Pterocaulon verbascifolium (F.Muell. ex Benth.) Benth. & Hook. ex F.Muell.
- Pterocaulon virgatum (L.) DC.